# Тип 89 (противотанковая САУ)
Тип-89 — китайская противотанковая САУ, разработанная компанией Норинко в 1980-х гг. Заводское название — PTZ89.
Принята на вооружение НОАК в 1989 году. Выпускалась в с 1988 по 1995 год.

## [1]История создания и производства
Противотанковая САУ была разработана Заводом № 477 на основе китайской 120-мм гладкоствольной пушки и многоцелевого гусеничного шасси Тип-321.
В конце 1970-х гг в КНР приступили к созданию танка третьего поколения. Было принято решение разработать национальное орудие нового поколения после отказа ФРГ продать лицензию на немецкую гладкоствольную танковую пушку калибра 120-мм.
В 1984 году были проведены испытания китайской 120-мм танковой пушки. Однако командование НОАК отменило проект китайской 120-мм танковой пушки в пользу 125-мм. Тем не менее, было принято решение построить партию из около 100 противотанковых САУ на основе уже разработанной на тот момент пушки.

## Описание конструкции

### Вооружение
Тип-89 оснащается 120-мм гладкоствольной пушкой с длинной ствола 50 калибра. Орудие стабилизировано. Пушка обеспечивает начальную скорость 1660 м/с для БОПС и пробивает 450 мм брони на дистанции 2000 метров. Максимальная дальность стрельбы БОПС составляет 2500 м.
Истребитель танков также вооружён спаренным 7,62-мм пулемётом и зенитным калибра 12,7-мм.
Тип-89 оснащен системой ночного видения, лазерным дальномером. Система управления огнём примитивна и морально устарела.

### Защищенность
Лобовая броня — стальная гомогенная, противопульная. Тип-89 также оснащается системой защиты от ОМП и автоматической системой пожаротушения.

### Подвижность
Тип-89 использует многоцелевое гусеничное шасси Тип-321. Оснащается дизельным двигателем мощностью 520 л.с., который обеспечивает максимальную скорость 55 км/ч и запас хода 450 км по шоссе.

## На вооружении
- Китай — 230 Тип-89, по состоянию на 2016 год [2]